# 层子模型
层子模型是中国粒子物理理论工作者1966年提出的相对论性的强子结构模型。模型依据“无限可分”思想，认为强子内部由“层子”（即夸克）构成，使用强子内部结构波函数及其重叠积分来描述强子的结构和转化过程。

## 背景
20世纪中期是粒子物理学的强子（包括介子和重子）结构理论迅速发展的时期。1949年，恩里科·费米和杨振宁提出π介子是由核子（包括质子和中子）与反核子组成的假说，即费米-杨模型。1956年，坂田昌一提出坂田模型，该模型认为强子由三种粒子：质子、中子和Λ粒子构成。坂田模型可以有效处理介子，但难以处理重子。1961年，默里·盖尔曼提出SU(3)对称性的八重法强子分类方案。1964年，盖尔曼根据八重法预言的Ω粒子被发现，同年，盖尔曼提出强子为复合粒子，由具有SU(3)对称性的夸克构成，即静态夸克模型。夸克模型提出之初，多数理论物理学家不相信夸克的存在，当时风行一时的S矩阵理论也不支持夸克。而盖尔曼在夸克模型提出之初将夸克看作数学符号。:89

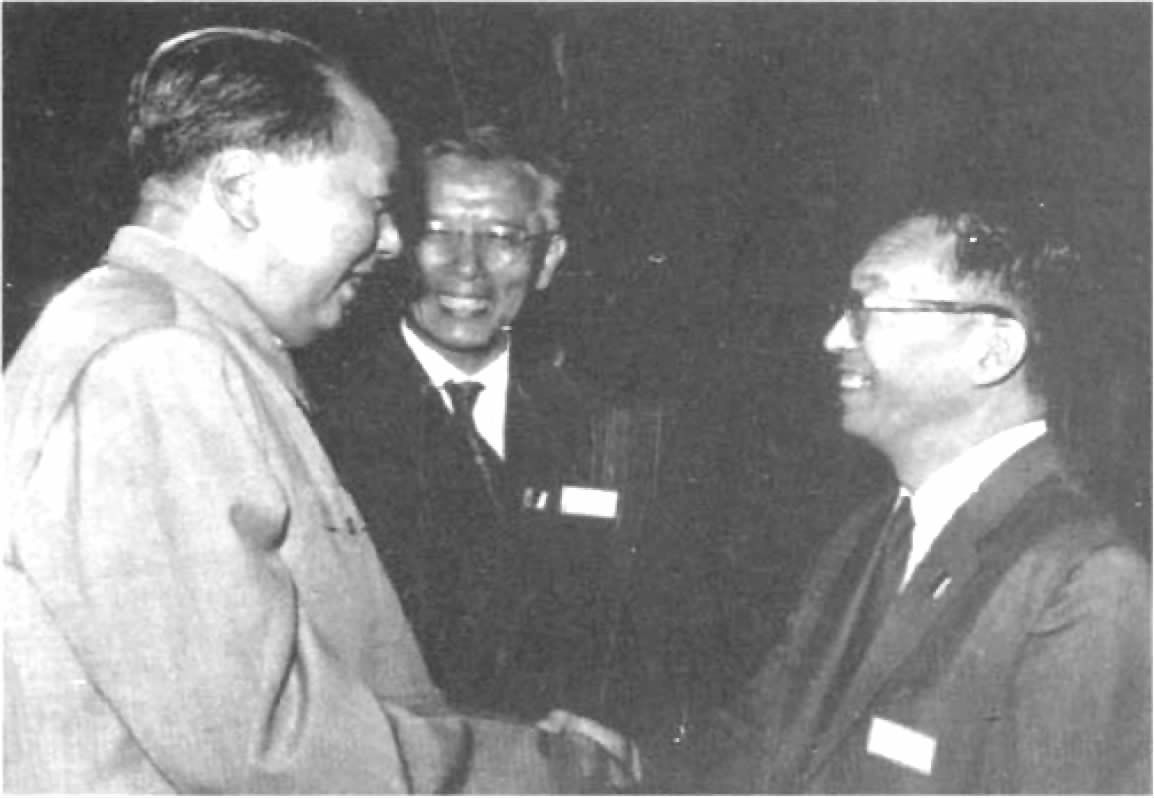
1964年周培源（中）陪同毛泽东（左）接见坂田昌一（右）

1963年，中国科学院哲学研究所主办的《自然辩证法研究通讯》从俄文转译刊登坂田昌一的一篇文章。文章关于基本粒子结构的思想，遵循恩格斯观点“分子、原子不过是物质分割的无穷系列中的各个关节点”和列宁观点“电子也是不可穷尽的”。:63毛泽东注意到这篇文章，多次称赞此文，并与哲学工作者和科学工作者谈论他的物质无限可分等思想。1965年6月1日，《红旗》杂志从日文原文重新翻译刊登坂田昌一文章，并在编者按中强调“世界是无限的”、“世界是充满着矛盾的”、“物质是无限可分的”、“人类对自然界的认识同样是无穷无尽的”等毛泽东的论断。:52经过热烈讨论，物质无限可分思想被中国学者普遍接受。:63

## 历史
中华人民共和国成立前后，留学欧洲、美国学习和研究理论物理的张宗燧、彭桓武、胡宁、朱洪元等学者相继回国。:861956年12月，中共中央、国务院批准《1956-1967年科学技术发展远景规划纲要》，场论和量子力学的基础的研究被列入57项重点研究任务中第56项“自然科学中若干基本理论问题的研究”，原子核与基本粒子物理学被列入物理学发展的重点。:88
1960年代初，朱洪元、胡宁、张宗燧分别在中国科学院原子能研究所、北京大学、中国科学院数学研究所带其学生、助手研究基本粒子理论，他们之间学术交流密切，组织了一个“基本粒子讨论班”。:63为筹备北京科学讨论会一九六六年暑期物理讨论会（简称“北京物理讨论会”），1965年6月，中国物理学会确定由朱洪元、胡宁、汪容负责，采取集体合作方式，准备基本粒子方面的报告内容。:94时任中国科学院原子能研究所所长钱三强受托组织，由中国科学院原子能研究所基本粒子理论组、北京大学理论物理研究室基本粒子理论组、中国科学院数学研究所理论物理研究室、中国科学技术大学近代物理系理论组四个单位联合组成“北京基本粒子理论组”（以下简称“理论组”）。:63四个单位分别召开学术讨论会，每星期至少召开一次全体报告会交流研究工作。“理论组”成立不久，朱洪元决定将研究方向转向强子结构。:96一年之内，“理论组”共发表42篇研究论文（不包括综述），提出了关于强子结构的理论模型。:65
| 带头人 | 单位     | 成员 |
| ------ | -------- | --- |
| 朱洪元 | 原子能所 | 张肇西、陈时、何祚庥、冼鼎昌、黄厚昌（黄涛）、鞠长胜、李炳安、阮图南、阮同泽、杜东生、汪容、徐德之、杨祥聪、郁鸿源、周荣裕 |
| 朱洪元 | 中科大   | 刘耀阳、赵保恒、周邦融 |
| 胡宁   | 北大     | 赵志咏、赵光达、陈激、高崇寿、黄朝商、刘连寿、钱治碇、秦旦华、宋行长、杨国桢                                               |
| 张宗燧 | 数学所   | 安瑛、赵万云、陈庭金、朱重远、戴元本、侯伯宇、胡诗婉、周龙骧                                                               |

“理论组”文章将组成强子的粒子称为“夸克”、“亚基本粒子”、“元强子”、“基础粒子”等。1966年初的北京物理讨论会预备会议上，钱三强提议统一名称，会议一致决定命名为“层子”，以反映“层子”也只是物质结构无限层次中的一个层次。此后“理论组”提出的强子结构理论即统称“层子模型”理论。:65 学术报告《在毛泽东思想光辉照耀下研究基本粒子理论》是1966年7月召开的北京物理讨论会的三篇重点论文之一。:104 北京物理讨论会的基本粒子分组会议上，各国代表讨论了该报告和“理论组”宣读的三篇层子模型论文，大部分代表支持中国的基本粒子研究方法。:101
本拟北京物理讨论会后以英文发表层子模型理论的计算结果，受文化大革命影响，中国大多数科研活动停止、学术期刊停刊，计划搁浅。:105文革期间，层子模型研究有零星进展。:107同一时期，国际上粒子物理学研究取得重大进展，最终建立了包含弱电统一理论、量子色动力学和夸克等基本粒子在内的标准模型。:108
1976年文革结束后，中国的粒子物理理论研究逐渐恢复，钱三强、周培源等组织召开多次粒子物理会议。:1081980年1月，在广州召开世界华裔物理学家参加的广州粒子物理理论讨论会。朱洪元做题为《关于层子模型的回忆》的报告，系统总结层子模型计算结果，引起与会人员重视。:109李政道提议将层子模型的论文重新整理为英文，得到与会人员赞同，但没有实行。会议后，朱洪元、宋行长、朱重远合作撰写了《层子模型的回顾与展望》。:110随着量子色动力学成为公认的描述强相互作用的正确理论，层子模型淡出了中国粒子物理学界。:111
1982年，“理论组”的39人因层子模型的贡献获国家自然科学奖二等奖，主要获奖人为朱洪元、胡宁、何祚庥、戴元本。“理论组”成员中，张宗燧、朱洪元、胡宁、戴元本、何祚庥、冼鼎昌、赵光达、杨国桢、张肇西九人先后当选中国科学院院士，其他人后来多成为各方粒子物理研究的学术带头人。:66

## 内容
层子模型的基本物理假定是：一、强子由层子构成，层子满足一定的对称性。二、强子是层子通过强相互作用结合成的束缚态，可用相对论协变的波函数描述。在不清楚层子动力学性质时，可半唯象地引入波函数。三、强子参与的相互作用可归结为构成强子的相应层子所参与的相互作用。
当时认为“层子”服从综合统计或费米统计，刘耀阳引入后来被称为“颜色”的量子数，解决了“层子”与费米统计之间的矛盾。原子能所把原子核研究中处理束缚态的场论方法做相对论推广，构造了一个关于介子的SU(6)模型后，用同种方法求出静止状态重子的SU(6)对称的波函数。又对这些波函数做相对论性改进，从而解释强子的SŨ(12)对称性。:64原子能所使用波函数进行了一些计算并与实验数据比对，绝大部分符合得很好，于是朱洪元将其改写为Bethe-Salpeter方程（当时量子场论框架下唯一的描述束缚态的相对论性方程）的协变形式。北大的研究者把SU(6)、SŨ(12)对称的波函数写成简洁形式。数学所的戴元本等人将其改写成协变场论形式，并写出用于计算的一些S矩阵元费曼规则。:65通过强子内部结构波函数及波函数的重叠积分统一解释强子的电磁性质、电磁跃迁过程和弱相互作用过程的层子模型于是完成。

## 评价
在中国学术界，“层子模型工作几乎是尽人皆知，而对其价值评定，却是众说纷纭，褒贬不一。”褒扬者认为“是强子结构研究的重要开拓”（李炳安、冼鼎昌），已“非常接近最后的结果”（何祚庥），也有人认为层子模型对物理学没有积极意义（关洪），没有标志性成果（李华钟）。:66
- “理论组”成员中，何祚庥认为：“用相对论协变形式的夸克模型，一直到1968年才有和我们相仿的工作，而且其具体结果还没有层子模型来得自然和合理。”并认为无限可分思想帮助了科学研究。[13]:58黄涛认为：建立“相对论协变的层子模型这项工作，大大提高了中国粒子物理工作者的科学水平。层子模型理论优于当时国际上非相对论夸克模型，国际上相对论夸克模型文章发表是在此后的1-2年。”“北京基本粒子组率领不同单位的一大批青年研究队伍合作攻关的创新精神，非常值得称赞和传承，这在中国物理学史上也是少见的。”[14] 刘耀阳认为：“层子模型遇到重层子和束缚态个头大以及相对论性束缚态理论等难题，但明确宣布层子是真实的存在就完全体现它的价值。”[21]冼鼎昌认为：“‘层子模型’是强子结构研究的一个重要开拓，它是在层子之间的动力学理论提出来之前的一个方向性的系统工作。这个理论中提出的强子内部结构波函数和波函数的重叠积分的概念沿用至今，随着层子间强相互作用的动力学理论的建立，它们越来越细致地被确定下来。”[12]
- 中国1970年代的非阿贝尔规范场论研究[註 12]倡导者李华钟：“当时国内研究层子模型的主导仍然意图在发展低能束缚的动力模型。层子模型未能和非亚贝尔规范场理论的结合，没有正确的动力学互作用机制，虽有创新的动机开始却未能达成公认标志性的成果，到目前为止，夸克动力学模型的红外行为，夸克结合成强子的动力模型，仍是悬而未解的问题。”李华钟认为，为了物质无限可分的哲学信仰，以“半唯象的方式寻求层子低能束缚态，是一种别无其他现成方法的选择”。而1967年弱电统一理论出现、1973年渐进自由发现后，中国粒子物理学家仍不重视规范场论，则是因“过分强调哲学信仰”而错失机会。“探索过程中的得失是科学研究的常事，层子模型研究虽未成功，研究的精神和经验教训是建国以来学术研究宝贵的财富，从今天的学术环境回顾层子模型[，]可以说它体现了一种朴素的学风，一种值得推崇的创新意识和团队精神。同时，也告诫人们信仰和哲学不可以代替物理和物理思想”。[23]
- 胡宁1960年代的研究生关洪：“当时在大家都不清楚怎样恰当处理束缚态场论的情况下，层子模型做出了有自己特色的探索，取得了一定程度的可喜成果，不失为一种有积极意义的尝试。层子模型的道路最终没能走通，这在科学研究中也是常事。”[24]:102“除了层子是夸克的另一种说法之外，层子模型并没有给今天的物理学留下什么有积极意义的东西。”[24]:103
- 中国科学技术大学副研究馆员丁兆君、中国科学技术大学人文与社会科学学院教授胡化凯：1960年代，“夸克模型只限于讨论由对称性能够得出的强子分类、新粒子预言和粒子的质量、自旋、电荷、磁矩等静态性质；而层子模型不但考虑了对称性，还考虑了强子的高速运动，包含层子动力学的某些信息，是相对论协变的，这些都是其胜于夸克模型之处。”“它在理论上和方法上都有创新，研究结果得到了国际同行的认可和好评，是当时我国粒子物理理论研究领域取得的一项重要创新性成果。”[2]:66
- 中国科学院自然科学史研究所副研究员刘金岩：未能以英文正式发表层子模型的计算结果，导致层子模型未对粒子物理学发展产生中国粒子物理学家预期的影响。[1]:85[註 13]“层子模型顺应了当时粒子物理学的发展趋势。国际主流视强子为点粒子之际，中国物理学家思考粒子物理发展方向，从认为强子内部有物理实体的观点出发，借鉴核物理和量子场论方法，绕过求解束缚态场论方程，引入强子内部结构波函数和层子波函数的重叠积分等概念，给出一套计算S矩阵元的近似方法。他们系统研究了强子的电磁和弱衰变过程，所取得的部分理论计算结果吻合当时的实验结果，在当时处于理论前沿。”[1]:115“1960年代和1970年代，中国物理学家既致力于追求真理，又能适应特定的政治、意识形态、外交要求。唯物辩证法和毛泽东的物质无限可分思想对中国粒子物理研究产生了重要影响。为1966年暑期物理讨论会所做的学术准备直接导致了层子模型的诞生。”[1]:116“参与模型计算的青年研究者朝气蓬勃，敢于接受或提出新想法，在模型研究中提升了研究能力。改革开放时期，他们和他们更年轻的同伴融入国际粒子物理学界，在理论和实验研究中均有成就。”[1]:116